# Payakabung
Payakabung is een bestuurslaag in het regentschap Ogan Ilir van de provincie Zuid-Sumatra, Indonesië. Payakabung telt 1885 inwoners (volkstelling 2010).